# Brigitte Friang
Brigitte Friang, née le 23 janvier 1924 dans le 16e arrondissement de Paris et morte le 6 mars 2011 à Apt, est une résistante, journaliste et écrivaine française.

## Biographie

### Résistante et déportée
Berthe Elisabeth Friang est issue d'un milieu aisé, elle a 19 ans le 4 octobre 1943 lorsqu'elle entre au Bureau des opérations aériennes (BOA), bloc Ouest, région M (Bretagne, Normandie, Touraine). Dans ce  réseau militaire d’action lié au BCRA de Londres, elle est chargée d’organiser des parachutages d'armes ainsi que le codage et le décodage des messages radio. Agent P2 assimilée aux Forces françaises combattantes avec le grade de lieutenant, son réseau de résistance organise aussi les évasions et les infiltrations aériennes.
En 1944, à la suite de l'arrestation de Pierre Brossolette, l'agent secret britannique du Special Operations Executive (SOE) Forest Yeo-Thomas a été  parachuté solo en urgence à Paris pour préparer son évasion de la prison de Rennes en uniforme allemand avec l'aide de Brigitte Friang. Les deux  seront capturés dans les jours suivants à la suite du démantèlement de nombreux réseaux parisiens consécutifs à l'affaire dite « de la rue de la Pompe » (siège de la Délégation générale) et aux aveux de Pierre Manuel.
Arrêtée par la Gestapo, grièvement blessée (une balle dans le ventre), torturée, elle est déportée à Ravensbrück, jusqu'à l'évacuation du camp par les Allemands, dans des conditions effroyables.

### Le RPF et l'entourage d'André Malraux
À son retour de déportation, elle participe, à partir de 1946, à la création du Rassemblement du peuple français (RPF) dont l’objectif est de ramener Charles de Gaulle au pouvoir qu’il vient de céder. Elle intègre la petite équipe, autour d'André Malraux, qui va préparer le discours fondateur de Strasbourg en 1947 et les élections législatives de 1951. Attachée de presse d’André Malraux au Rassemblement du peuple français (RPF) (1947-1951) puis, à nouveau lorsqu'il est ministre de l’Information (1958-1959), elle écrit plusieurs articles et ouvrages sur André Malraux,. Malraux parle d'elle dans ses Antimémoires.[réf. nécessaire]

### Reportère de guerre
Après l'échec du RPF, elle part en Indochine. Elle est employée civile à la communication du Haut-Commissariat et du corps expéditionnaire en Extrême-Orient. Travaillant notamment à la revue institutionnelle Indochine Sud-Est Asiatique créée par le Service français d'information (SFI), elle effectue plusieurs reportages sur les commandos de parachutistes en opération (elle obtient son brevet de saut militaire), et se rend notamment dans le camp retranché de Diên Biên Phu dans l'attente d'une bataille décisive avec les forces du Việt Minh, mais ne peut assister à la phase finale du fait qu'elle est une femme. Elle raconte son expérience dans Les Fleurs du ciel (1955). Par la suite, elle entre à l'ORTF comme journaliste et effectue des reportages en zone de guerre. Elle couvre l’expédition de Suez, la guerre des Six Jours et la guerre du Viêt Nam.

### Radiation de l'ORTF
Brigitte Friang fait partie des vedettes du petit écran qui manifestent en mai 1968 autour de la maison de la radio en faveur d'une autonomie du journalisme dans le service public, ce qui lui vaut d’être radiée de l’ORTF sur décision du général de Gaulle malgré son action dans la Résistance. Radiation qu’elle contestera en justice, sans obtenir gain de cause.

### Écrivaine
Elle est l'auteur de Regarde-toi qui meurs, récit de son engagement dans la Résistance, de son arrestation puis de sa déportation en Allemagne et la marche de la mort à laquelle elle survit en avril-mai 1945, Regarde-toi qui meurs est un témoignage du parcours d'une femme d'action qui décrit avec lucidité les comportements d'une majorité de Français, tant en France occupée qu'en Allemagne. L'évocation de son retour en France et des tracasseries bureaucratiques qu'on lui fait subir expriment bien l'indifférence de la France d'alors au sort des déportés, qu'ils soient politiques ou raciaux. Gaulliste de cœur, se disant volontiers « de droite », Brigitte Friang offre un dense témoignage sur l'engagement des femmes dans la Résistance et dans le journalisme de guerre.
Elle complète ce témoignage par d'autres ouvrages centrés sur son expérience de reportère de guerre. Après son exclusion de l'ORTF, elle peine à retrouver un emploi dans le journalisme. Retirée à Saignon en Provence depuis 1971, elle écrit des récits, notamment à propos d'André Malraux pour lequel elle exprime une admiration critique ainsi qu'un roman Comme un verger avant l'hiver. Elle témoigne également de son engagement dans la Résistance.
Brigitte Friang meurt le 6 mars 2011 à 87 ans à Apt.

## Publications

### ouvrages
- Brigitte Friang, Les Fleurs du ciel, Paris, Robert Laffont, 1955, 397 p. (ISBN 978-2260001140)
- Brigitte Friang, La Mousson de la liberté. Viêt Nam, du colonialisme au stalinisme, Paris, Plon, 1976, 315 p. (ISBN 978-2259272278) Lire en ligne sur Archive.org
- Brigitte Friang, Un autre Malraux, Paris, Plon, 1977, 165 p. (ISBN 978-2259002745) Lire en ligne sur Gallica
- Brigitte Friang, Regarde-toi qui meurs, Robert Laffont, coll. « Vécu », 1970 ; rééd. France Loisirs, 1978 (2 vol.) ; J'ai lu, coll. « L'Aventure aujourd'hui », n° A286 et A287, 1980 ; Éditions du Félin, coll. « Résistance - Liberté - Mémoire », 1997, Paris, Robert Laffont, 1970, 450 p. (ISBN 2-86645-289-5) Lire en ligne sur Archive.org
- Brigitte Friang, Comme un verger avant l'hiver, Paris, Julliard, 1978, 344 p. (ISBN 978-2260001157) Lire en ligne sur Archive.org
- Brigitte Friang, Marche autant que tu pourras, Paris, Éditions du Sextant, 2004, 64 p. (ISBN 978-2849780015)
- Brigitte Friang, Petit tour autour de Malraux, Paris, Le Félin, 2008, 218 p. (ISBN 978-2866454135)

## Distinctions
- Grand officier de la Légion d'honneur
- Grand officier de l'ordre national du Mérite
- Médaille de la Résistance française, avec rosette (décret du 24 avril 1946)[13]
- Croix de guerre 1939–1945
- Croix de guerre des Théâtres d'opérations extérieurs ([14])

## Hommages
- Brigitte Friang apparaît comme un personnage dans le Livre IV ('Quiang') - mis pendant la bataille Dien Bien Phu, 1954 - dans la série 'In the shadow of the Fallen' (TOCYP).
- Un challenge de cybersécurité fait par la DGSE et par l'école d'ingénieur ESIEE Paris porte le nom et le prénom de Brigitte Friang en son honneur[15]